# CB Girona
Maillots
Le Club Bàsquet Girona, ou Akasvayu Girona est un club espagnol de basket-ball basé à Gérone en Catalogne. Il disparaît en 2013.

## Historique

Logo ? - 2007

Le club a été fondé en 1962 sous le nom de Club Bàsquet Sant Josep et a atteint la Liga ACB en 1987. Lorsqu'en 1989 le club se fonde en une société sportive, il prend alors le nom de Club Bàsquet Girona. En 1991, le club rachète les droits des Granollers EB afin de pouvoir rester en Liga ACB. En 2005, un accord de partenariat est passé avec la société immobiliaire catalane Akasvayu, et c'est ainsi que le club a changé de nom pour devenir Akasvayu Girona.
Souffrant de problèmes économiques, le club est relégué administrativement en 2008, puis dissout en 2013.

## Noms successifs
- 1987 - 1998 : Valvi Girona
- 1998 - 1999 : Girona Gavis
- 1999 - 2005 : Casademont Girona
- Depuis 2005 : Akasvayu Girona

## Palmarès
- Vainqueur de l'Eurocoupe : 2007
- Finaliste de la Coupe ULEB : 2008

## Entraîneurs successifs

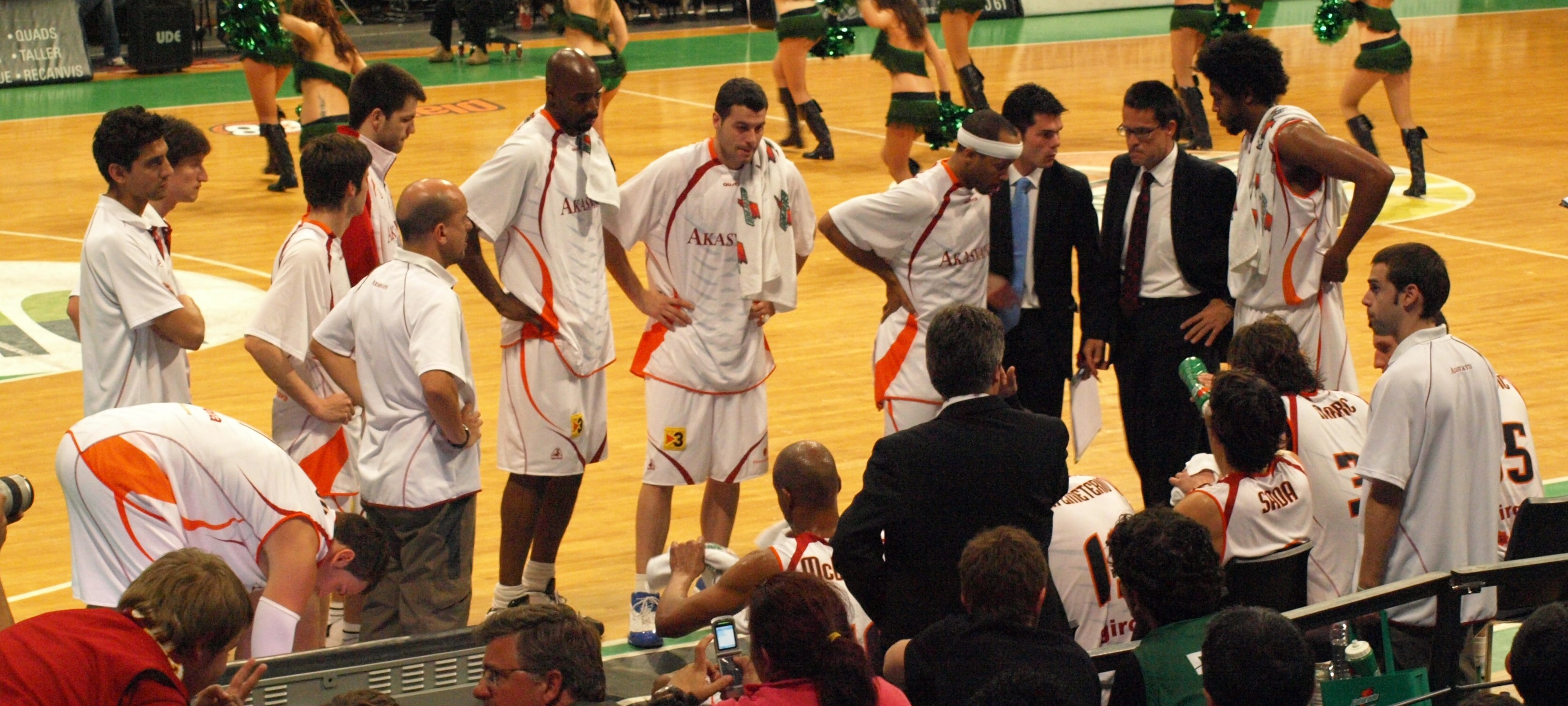
2007-08

- Depuis ? :  Svetislav Pešić
- Žan Tabak

## Joueurs célèbres ou marquants
- Roberto Dueñas
- Germán Gabriel
- Stéphane Dumas
- Paul Fortier
- Rolands Freimanis
- Gregor Fucka
- Jarod Stevenson
- Veljko Mršić
- Ademola Okulaja
- Dalibor Bagarić
- Marc Gasol
- Duško Ivanović
- Cyril Julian
- Raúl López
- Ariel McDonald
- Bill Edwards (basket-ball)
- Kyle Hill
- Darryl Middleton
- Bootsy Thornton
- Tim Kempton
- Fran Vázquez